# Дунайский пескарь
Пескарь дунайский (лат. Romanogobio uranoscopus) — представитель рода пескарей семейства карповых.

## Описание
Длина тела до 12 см, масса до 30 г. Продолжительность жизни около 4—5 лет. Тело удлинённое, низкое, почти не сжато с боков. Грудь и горло всегда полностью покрыты чешуей. Хвостовой стебель длинный, тонкий, а не сжат с боков, почти цилиндрический, его высота всегда меньше ширины. Глаза расположены на верхней части головы и направлены несколько вверх. Усики длинные, выходят за задний край глаза. Анальное отверстие находится обычно ближе к анальному плавнику, чем к брюшным. Общий фон окраски заметно темнее, чем у других представителей рода. Окраска верхней части тела от зеленовато-серого до красновато-коричневого, ниже светлеет до желтоватого на брюхе. Позади спинного плавника 2—3 поперечные тёмные пятна, а перед ним бывает 2—3 размытых тёмные пятна. Еще 7—10 крупных округлых тёмных пятен расположены вдоль боковой линии.

## Ареал
Распространение вида: эндемик бассейна реки Дунай.

## Биология
Пресноводная речная донная стайная жилая рыба предгорных рек. Окраской хорошо маскируется среди мелких и средних по размерам камнях, реже гальке, на глубинах до 0,5—1 м, где почти в неподвижном состоянии может оставаться все светлое время (активны в сумерках). Размножение продолжалось с конца мая до середины сентября. Нерест порционный, происходит на прибрежных участках с умеренным течением (на глубине 7—20 см). Икра клейкая. Питаются диатомовыми и другими водорослями и мелкими животными (червями, личинками насекомых и т. п.).